# Colwellia rossensis
Espèce
Colwellia rossensis est une espèce de bactéries de la famille des Colwelliaceae.
Les Colwellia rossensis ont été isolées à l'interface de l'eau de mer et de la glace en Antarctique dans le Détroit de McMurdo et décrites dès 1995.

## Description
Les Colwellia rossensis sont formées de bacilles parfois incurvés, d'une longueur de 1,5 à 3 µm et d'une largeur de 0,4 à 0,8 µm. Les sels marins sont nécessaires à la croissane de cette bactérie qui se produit en culture liquide à une température comprise entre 10 °C et 15 °C.
L'ADN des C. rossensis est formé d'environ 38% de bases G+C.

## Taxonomie
Le nom correct complet (avec auteur) de ce taxon est Colwellia rossensis Bowman (d) et al., 1998. La souche type de cette espèce est la souche « S51-W(gv)1 » parfois appelée « ACAM 608 »,.

### Étymologie
L'étymologie du nom spécifique de cette espèce est liée à son lieu de découverte et est la suivante : ross.en’sis. N.L. fem. adj. rossensis, de la mer de Ross en Antarctique.